# Jürgen Maier (Politiker)

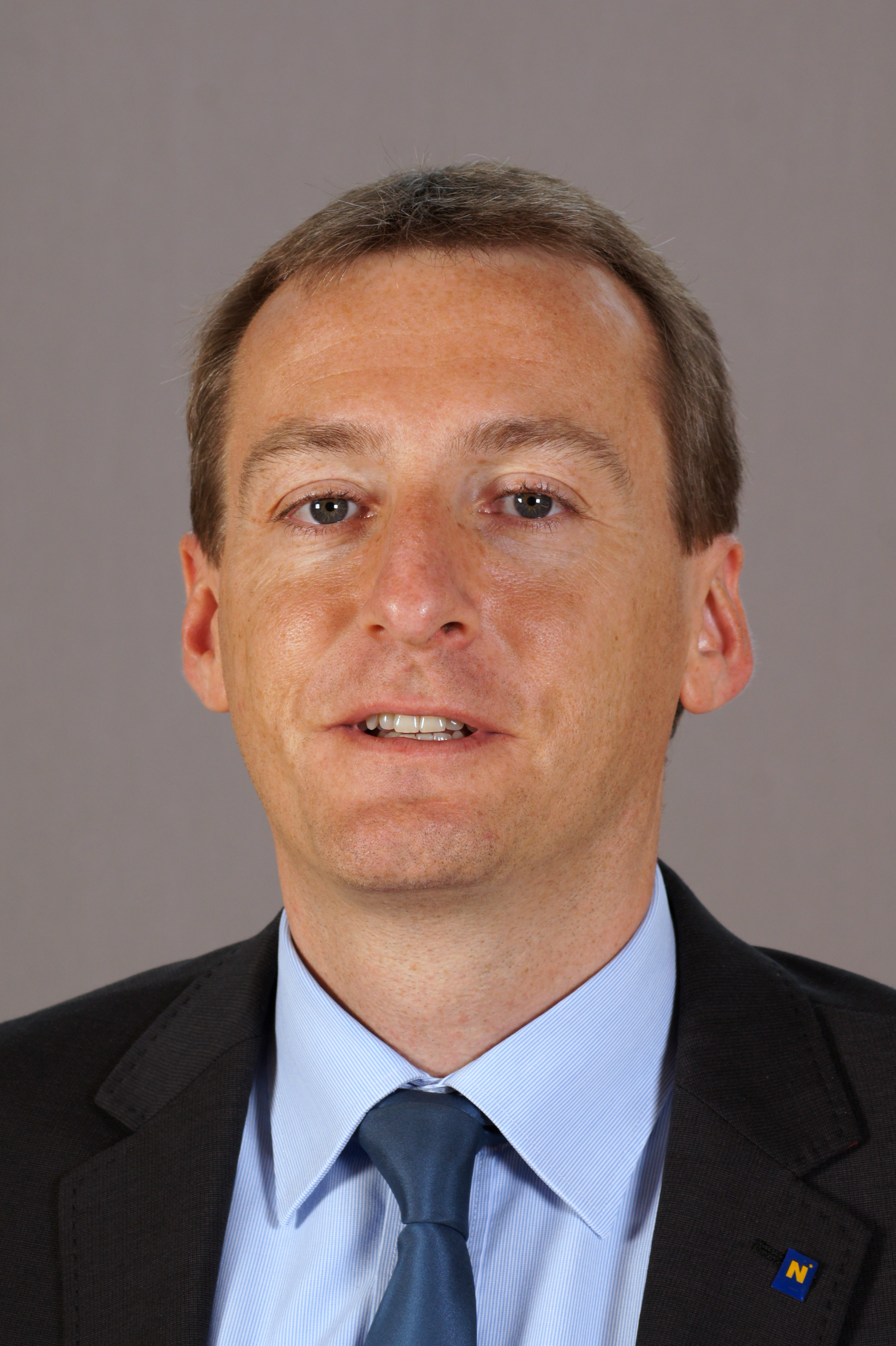
Jürgen Maier 2013

Jürgen Maier (* 19. Jänner 1974 in Horn) ist ein österreichischer Politiker (ÖVP). Maier war von 2003 bis 2022 Abgeordneter zum Landtag von Niederösterreich und von 2010 bis 2022 Bürgermeister der Stadtgemeinde Horn.

## Leben
Maier besuchte nach der Volks- und Hauptschule die Handelsakademie, die er mit der Matura abschloss. Er studierte im Anschluss Betriebswirtschaftslehre und war Mitarbeiter der Niederösterreichischen Nachrichten. 
Maier gehörte von 1998 bis 2001 dem Gemeinderat von Horn an und wurde im November 2001 zum Stadtrat gewählt, wobei er im Stadtrat das Ressort Verkehr übernahm. Zuvor war er bereits von 1993 bis 1998 Obmann der Jungen Volkspartei (JVP) in Horn gewesen und übernahm im Mai 1997 zudem das Amt des Bezirkobmanns der JVP. Von 1998 bis 2001 hatte er das Amt des JVP-Landesobmannstellvertreters inne und war danach von 2001 bis 2004 Landesobmann der JVP Niederösterreich. Maier vertritt die ÖVP seit dem 24. April 2003 im Niederösterreichischen Landtag und wurde im Mai 2004 zum ÖVP-Bezirksparteiobmann gewählt. 
Ab November 2009 war er Vizebürgermeister der Stadt Horn. Von April 2010 bis April 2022 erfüllte Maier das dortige Bürgermeisteramt.
In seiner Funktion als Bürgermeister steht er auch dem European Research Centre for Book and Paper Conservation-Restoration als Präsident vor.
Im April 2022 gab er seinen Rückzug aus allen politischen und öffentlichen Ämtern aus gesundheitlichen Gründen bekannt. Sein Landtagsmandat ging an Franz Linsbauer. Zu seinem Nachfolger als Bürgermeister wurde Gerhard Lentschig gewählt.